# Kurt Cuno
Kurt Cuno (Zweibrücken, 27 agosto 1896 – Monaco di Baviera, 14 luglio 1961) è stato un generale tedesco della Wehrmacht durante la seconda guerra mondiale.

## Biografia
Cuno si arruolò come volontario nell'esercito bavarese nel 1915. Nel 1916 divenne aspirante ufficiale e terminò la prima guerra mondiale col grado di tenente. Durante il periodo tra le due guerre rimase impiegato nel Reichswehr.
Con lo scoppio della seconda guerra mondiale, divenne tenente colonnello e comandò il 25º reggimento di panzer. Successivamente divenne responsabile del 1º reggimento panzer, passando poi al 39°. Promosso al grado di colonnello dal 1º gennaio 1941, ottenne il grado di maggiore generale dal 1º luglio 1943 e poi quello di tenente generale dal 1º agosto 1944, col quale venne nominato comandante della 223ª divisione di riserva panzer (8 agosto 1944).
Venne fatto prigioniero dagli Alleati l'8 giugno 1944 e rilasciato nel 1947. Morì a Monaco di Baviera il 14 luglio 1961.